# Schiffornis
Schiffornis es un género de aves paseriformes perteneciente a la familia Tityridae que agrupa a especies nativas de la América tropical (Neotrópico) donde se distribuyen desde el sureste de México a través de América Central y del Sur hasta el noreste de Argentina. A sus miembros se les conoce por el nombre popular de llorones.

## Etimología
El nombre genérico femenino «Schiffornis» conmemora al biólogo alemán Moriz Schiff (1823-1896), y del griego «ornis, ornithos»: ave.

## Características
Las aves de este género son un grupo bastante uniforme, medianos, midiendo entre 15,5 y 16,5 cm de longitud; encontrados en el sotobosque de selvas húmedas y montanas. Son más conocidos por sus vocalizaciones altas y silbadas.

## Lista de especies
Según las clasificaciones del Congreso Ornitológico Internacional (IOC) y Clements Checklist/eBird v2019, el género agrupa a las siguientes siete especies con sus respectivos nombres populares:
| Imagen | Nombre científico        | Autor                         | Nombre común                                | EC (*) |
| ------ | ------------------------ | ----------------------------- | ------------------------------------------- | ------ |
|        | Schiffornis major        | Des Murs, 1856                | llorón de várzea o saltarín grande          | LC     |
|        | Schiffornis olivacea     | (Ridgway), 1906               | llorón oliváceo                             | LC     |
|        | Schiffornis veraepacis   | (P.L. Sclater & Salvin), 1860 | llorón de Verapaz o llorón norteño          | LC     |
|        | Schiffornis aenea        | J.T. Zimmer, 1936             | llorón bronceado                            | LC     |
|        | Schiffornis stenorhyncha | (P.L. Sclater & Salvin), 1869 | llorón picofino o saltarín alirrufo         | LC     |
|        | Schiffornis turdina      | (Wied-Neuwied), 1831          | llorón turdino o tordo saltarín             | LC     |
|        | Schiffornis virescens    | (Lafresnaye), 1838            | llorón verdoso, bailarín oliváceo o flautín | LC     |

(*) Estado de conservación

## Taxonomía
Este género ha sido tradicionalmente colocado en la familia Pipridae; así como Iodopleura, Laniisoma, Tityra y Pachyramphus en la familia Cotingidae y Laniocera en la familia Tyrannidae. La Propuesta N° 313 al Comité de Clasificación de Sudamérica (SACC), siguiendo los estudios de filogenia molecular de Ohlson et al. (2007), aprobó la adopción de la nueva familia Tityridae, incluyendo el presente y los otros géneros.
Las anteriormente subespecies S. turdina olivacea, S. turdina veraepacis, S. turdina aenea y S. turdina stenorhyncha fueron divididas de S. turdina y elevadas a especies plenas siguiendo los estudios moleculares y sonogramas de Nyári, A (2007) y los estudios complementares de variación geográfica de voces, localidades tipo e itens prioritarios de Donegan et al (2011). La propuesta N° 505 al SACC fue aprobada en octubre de 2011, con dichos cambios taxonómicos.
Las evidencias sugieren que el presente género pertenece a un clado basal dentro su familia,  incluyendo también los géneros Laniocera, y Laniisoma (con una fuerte sustentación por el método de remuestreo estadístico Bootstrapping).
Los amplios estudios genético-moleculares de Tello et al (2009) y Ohlson et al (2013) descubrieron una cantidad de relaciones novedosas dentro de los paseriformes subóscinos que todavía no están reflejados en la mayoría de las clasificaciones. Específicamente para la familia Tityridae, corroboraron las tesis anteriores y propusieron la subfamilia Schiffornithinae Sibley & Ahlquist, 1985 agrupando a Schiffornis, Laniocera y Laniisoma.